# Lepadogaster lepadogaster
Il succiascoglio (Lepadogaster lepadogaster Bonnaterre, 1788) è un pesce di mare della famiglia Gobiesocidae. 

## Descrizione
Ha un aspetto molto simile al succiascoglio olivaceo dal quale si distingue, oltre che per il muso schiacciato (come il luccio o il becco dell'anatra), per il tentacolo nasale presente e per le pinne dorsale ed anale unite da una membrana alla pinna caudale per i caratteri della colorazione che è in genere cosparsa di punti scuri ed ha sempre due grosse macchie circolari blu vivo bordate di nero sul dorso. Il colore di fondo è estremamente variabile, dal verde al rosso vivo al viola.

Misura fino a 7 cm.

## Biologia
Identiche al congenere.

## Distribuzione e habitat
È diffuso nell'Atlantico orientale tra le isole Britanniche e il Senegal e nel Mar Mediterraneo.

Vive sotto le rocce, a profondità limitatissime, spesso in pochi cm d'acqua

## Acquariofilia
Ricercato dagli acquariofili perché poco esigente e riccamente colorato.